# (8064) Lisitsa
(8064) Lisitsa es un asteroide perteneciente al Cinturón de asteroides, región del sistema solar que se encuentra entre las órbitas de Marte y Júpiter.
Fue descubierto el 1 de septiembre de 1978 por Nikolái Stepánovich Chernyj desde el Observatorio Astrofísico de Crimea.

## Designación y nombre
Designado provisionalmente como 1978 RR fue nombrado por El físico Mikhail Pavlovich Lisitsa (1921-2012) quien fue profesor en la Universidad de Kiev y jefe de departamento en el Instituto de Semiconductores de la Academia de Ciencias de Ucrania, donde se especializó en electrónica cuántica, óptica no lineal y espectroscopia molecular.

## Características orbitales
Lisitsa está situado a una distancia media del Sol de 2,786 ua, pudiendo alejarse hasta 3,359 ua y acercarse hasta 2,212 ua. Su excentricidad es 0,206 y la inclinación orbital 7,556 grados. Emplea 1698,36 días en completar una órbita alrededor del Sol.
Los próximos acercamientos a la órbita de Júpiter ocurrirán el 3 de junio de 2073, el 11 de abril de 2096 y el 18 de septiembre de 2180.
Pertenece a la familia de asteroides de (668) Dora.

## Características físicas
La magnitud absoluta de Lisitsa es 13,37. Tiene 15,165 km de diámetro y su albedo se estima en 0,044.